# (14120) Espenak
(14120) Espenak ist ein Asteroid des Hauptgürtels, der am 27. August 1998 von den Astronomen des LONEOS an der Anderson Mesa-Station des Lowell-Observatoriums (IAU-Code 688) im Coconino County in Arizona entdeckt wurde.
Der Himmelskörper gehört der Vesta-Familie an, einer großen Gruppe von Asteroiden, benannt nach (4) Vesta, dem zweitgrößten Asteroiden und drittgrößten Himmelskörper des Hauptgürtels.
Der Asteroid ist am 18. März 2003 nach dem US-amerikanischen Astrophysiker Fred Espenak (1953–2025), der bis 2009 am Goddard Space Flight Center (GSFC) tätig war v. a. durch seine Berechnungen und Kataloge von Sonnenfinsternissen bekannt geworden ist, benannt worden.